# Algemene Inlichtingen- en Veiligheidsdienst

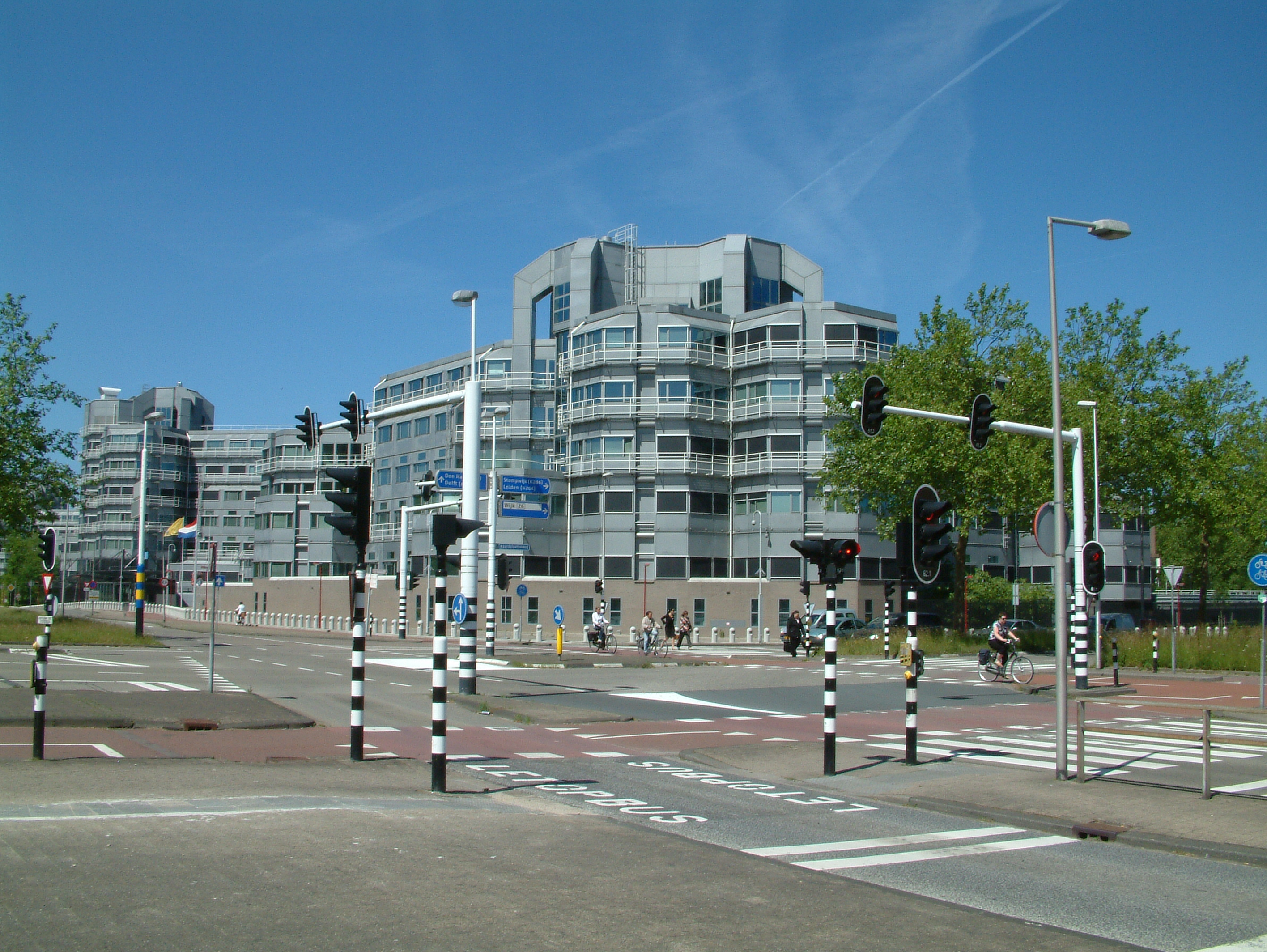
Bürogebäude (2009)

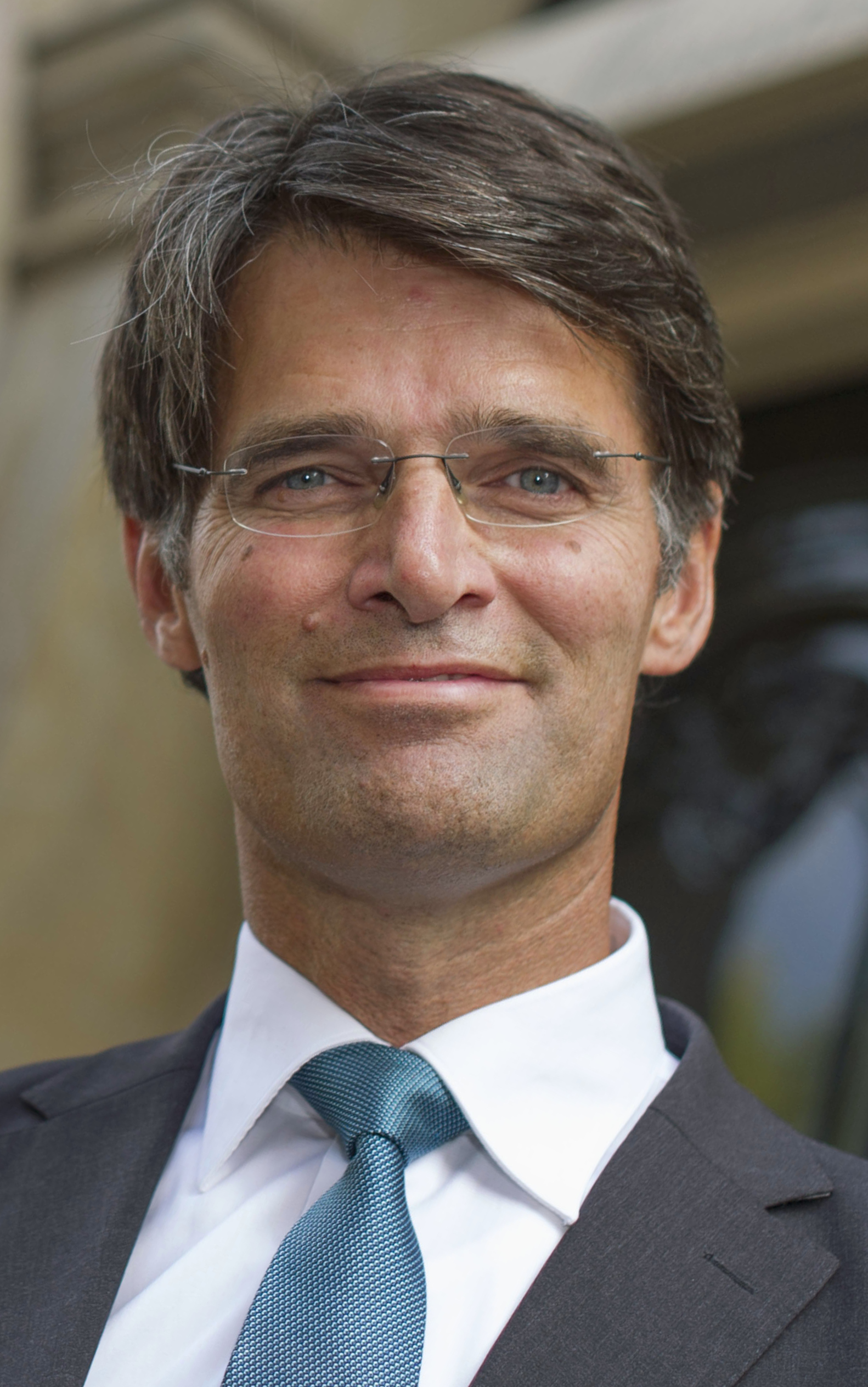
Erik Akerboom, der aktuelle AIVD-Generaldirektor

Der Algemene Inlichtingen- en Veiligheidsdienst (AIVD; deutsch Allgemeiner Nachrichten- und Sicherheitsdienst) ist der niederländische Inlands- sowie Auslandsgeheimdienst. Von 1949 bis zum 29. Mai 2002 war der Name der Behörde Binnenlandse Veiligheidsdienst (BVD; deutsch Inländischer Sicherheitsdienst). Der AIVD untersteht dem Innenministerium und wird vom Generaldirektor Erik Akerboom geleitet.
Der Sitz des Dienstes ist seit Ende 2007 in Zoetermeer, vorher war er in Leidschendam-Voorburg unweit von Den Haag. Das militärische Pendant des AIVD ist der Militaire Inlichtingen- en Veiligheidsdienst (MIVD).

## Gesetzliche Aufgaben
Der AIVD operiert auf Basis des Gesetzes über die Nachrichten- und Sicherheitsdienste aus dem Jahr 2017 und hat sechs gesetzliche Aufgaben, die nach den in Artikel 8 Absatz 2 dieses Gesetzes genannten Buchstaben aufgeführt werden:
- A-Aufgabe: die Durchführung von Ermittlungen zu Organisationen und Personen, bei denen der ernsthafte Verdacht besteht, dass sie eine Gefahr für die demokratische Rechtsordnung, die Sicherheit des Staates oder andere schwerwiegende staatliche Interessen darstellen;
- B-Aufgabe: die Durchführung von Sicherheitsüberprüfungen nach Kandidaten für vertrauensvolle Funktionen (diese Aufgabe wird in einem anderen Gesetz gesondert geregelt);
- C-Aufgabe: die Förderung von Sicherheitsmaßnahmen, einschließlich solcher zum Schutz von Teilen der Behörden und Wirtschaft, die für die Aufrechterhaltung des gesellschaftlichen Lebens von vitalem Interesse sind;
- D-Aufgabe: die Durchführung von Ermittlungen zu anderen Ländern;
- E-Aufgabe: die Erstellung von Bedrohungs- und Risikoanalysen zu Personen, Diensten und Objekten des Landes;
- F-Aufgabe: die an verschiedenen Bedingungen geknüpfte Bereitstellung von Daten, die dem Dienst über bestimmte Personen oder Einrichtungen bekannt sind.

## Abteilungen
Der Dienst ist in drei Direktionen und einen zentralen Stab unterteilt.

### Direktion Geheimdienstinformationen
Die Direktion Geheimdienstinformationen (Directie Inlichtingen) führt Untersuchungen durch und erstellt Analysen auf Basis von Informationen der Direktion Operationen. Diese Direktion umfasst verschiedene geografische und thematische „Desks“.

### Direktion Operationen
Die Direktion Operationen (Directie Operatiën) führt im Auftrag der Direktion Geheimdienstinformationen operative Maßnahmen zur Unterstützung von Ermittlungen durch. Diese Direktion ist für das Nationaal Bureau Verbindingsbeveiliging (NBV) und den Joint Sigint Cyber Unit (JSCU) verantwortlich.
Das Nationaal Bureau Verbindingsbeveiliging (NBV) ist für die Sicherheit sensibler und geheimer Behördeninformationen verantwortlich.

### Direktion Sicherheitsuntersuchungen & Betriebsführung
Die Direktion Sicherheitsuntersuchungen & Betriebsführung (Directie Veiligheidsonderzoeken & Bedrijfsvoering) ist für Sicherheitsuntersuchungen, für interne Produkte und Dienstleistungen sowie für das Informationsmanagement zuständig.

## Kontrolle
Der AIVD unterliegt der Kontrolle des niederländischen Parlaments durch die Kommission der Nachrichten- und Sicherheitsdienste (Commissie voor de Inlichtingen- en Veiligheidsdiensten, CIVD). Nur die Fraktionsvorsitzenden in der Zweiten Kammer können Mitglied dieser Kommission werden.
Zusätzlich zur Kontrollkommission des Parlaments gibt es die Kontrollkommission der Nachrichten- und Sicherheitsdienste (Commissie van Toezicht op de Inlichtingen- en Veiligheidsdiensten, CTIVD), die als selbständiges und nicht-politisches Organ die Rechtmäßigkeit der Arbeit des AIVD kontrolliert.

## Dossiers
Jeder, der der Ansicht ist, dass der AIVD ein Dossier über ihn führt, kann es einsehen, wenn es nicht jünger als fünf Jahre ist oder eine Untersuchung läuft.

## Direktoren
Bisherige Direktoren des AIVD waren:
- Sybrand van Hulst 2002–2007[4]

- Gerard Bouman 2007–2011[5][6]

- Rob Bertholee 2011–2018[6][7]

- Dick Schoof 2018–2020[7]

- Erik Akerboom 2020–[8]